# Natalie Dormer
Natalie Dormer (født 11. februar 1982 i Reading i Berkshire) er en engelsk skuespillerinde.

## Uddannelse og karriere
Dormer, som snakker fransk flydende fik sin uddannelse ved Webber Douglas Academy of Dramatic Art i London. Hun er en dygtig fægter og medlem af London Fencing Academy.
Hun havde sin første filmrolle som Victoria i komedien Casanova, instrueret af Lasse Hallström løst baseret på livet Giacomo Casanovas liv. På grundlag af hendes indsats i denne film fik hun en kontrakt på tre film med Disney Touchstone, foruden at hendes rolle i Casanova blev udvidet.
I 2007 portrætterede Dormer dronning Anne Boleyn i Showtime' tv-serie The Tudors som handler om den første tid under kong Henrik 8. af Englands kongedømme.
Hun havde en cameorolle i superheltefilmen Captain America: The First Avenger (2011), og var også med i Madonnas romantiske drama W.E. (2011). Hun medvirker desuden i den populære tv-serie Game of Thrones. I 2013 var hun med i racerbilfilmen Rush, som har Chris Hemsworth, Daniel Brühl og Olivia Wilde i hovedrollerne.

## Privatliv
Hun bor sammen med den engelske skuespiller David Oakes. .

## Udvalgt filmografi
| År   | Titel                                | Rolle                | Note(r)  |
| ---- | ------------------------------------ | -------------------- | -------- |
| 2005 | Casanova                             | Victoria             |          |
| 2007 | Flawless                             | Cassie               |          |
| 2009 | City of Life                         | Olga                 |          |
| 2011 | W.E.                                 | Elizabeth Bowes-Lyon |          |
| 2011 | Captain America: The First Avenger   | Private Lorraine     |          |
| 2012 | Electric Cinema: How to Behave       | Lauren Bacall        | Kortfilm |
| 2013 | Long Way from Home                   | Suzanne              |          |
| 2013 | Rush                                 | Nurse Gemma          |          |
| 2013 | The Counselor                        | The Blonde           |          |
| 2013 | The Ring Cycle                       | Millie               | Kortfilm |
| 2014 | The Riot Club                        | Charlie              |          |
| 2014 | The Hunger Games: Mockingjay - Del 1 | Cressida             |          |
| 2015 | The Hunger Games: Mockingjay - Del 2 | Cressida             |          |

### Tv-serier
| År      | Titel           | Rolle                        | Note(r)                |
| ------- | --------------- | ---------------------------- | ---------------------- |
| 2007    | Rebus           | Cassie                       | Afsnittet: "The Falls" |
| 2007–10 | The Tudors      | Anne Boleyn                  | 21 afsnit              |
| 2009    | Masterwork      | Mo Murphy                    | Pilotafsnit            |
| 2011    | Silk            | Niamh Cranitch               | 6 afsnit               |
| 2011    | The Fades       | Sarah Etches                 | 6 afsnit               |
| 2011    | Poe             | Celeste Chevalier            | Pilotafsnit            |
| 2012–   | Game of Thrones | Margaery Tyrell              | Hovedrolle             |
| 2013–15 | Elementary      | Jamie Moriarty / Irene Adler | 6 afsnit               |